# Kościół św. Barbary w Bielsku-Białej

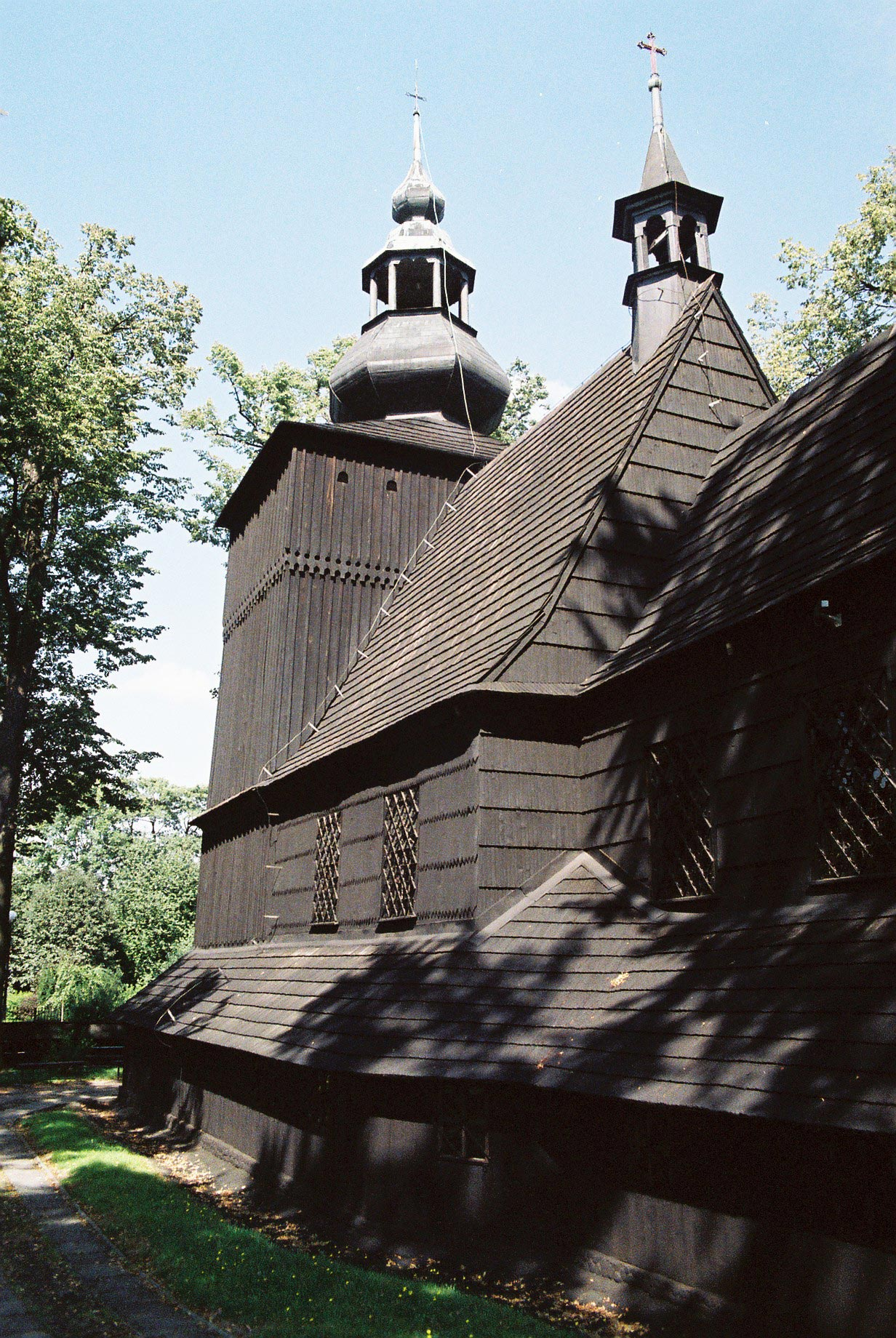
Widok na kościół z boku.

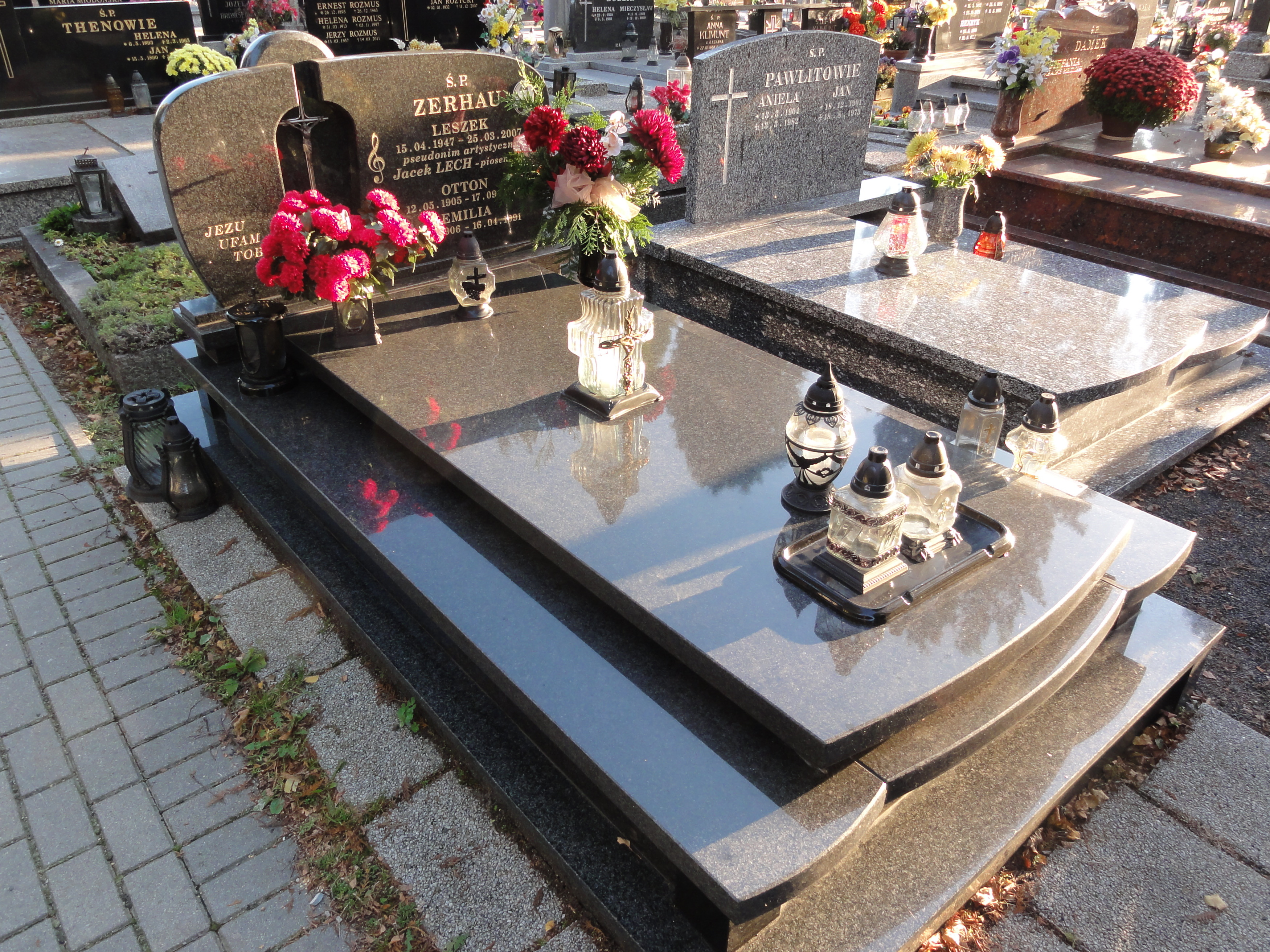
Na przykościelnym cmentarzu został pochowany piosenkarz Jacek Lech.

Kościół św. Barbary w Bielsku-Białej – zabytkowy kościół katolicki w Bielsku-Białej, znajdujący się w dzielnicy Mikuszowice Krakowskie, przy ul. Cyprysowej. Jest kościołem parafialnym (parafia św. Barbary) i należy do diecezji bielsko-żywieckiej (Dekanat Bielsko-Biała III – Wschód). Drewniana świątynia powstała w 1690 r. i jest przykładem dawnego wiejskiego budownictwa sakralnego w stylu śląsko-małopolskim.
Kościół znajduje się na Szlaku Architektury Drewnianej województwa śląskiego na trasie głównej.

## Historia
Pierwsza świątynia w Mikuszowicach powstała prawdopodobnie w XIII lub początkach XIV w. Została zniszczona przez powódź w połowie XV stulecia.
Drugi kościół mikuszowicki został wzniesiony w 1455 r. z drewna sosnowego przez cieślę o nazwisku Mączka na zlecenie byłego rozbójnika Maćka Konity. Przez krótki czas był kościołem parafialnym, jednak wkrótce stał się filią parafii w Łodygowicach. W pierwszej połowie XVI w., po uznaniu luteranizmu za oficjalne wyznanie księstwa oświęcimskiego, do którego należały Mikuszowice, świątynię przejęli protestanci. Do katolików wróciła ona w 1615 r. na skutek zabiegów kasztelana łodygowickiego Piotra Warszyckiego. Kościół spłonął 7 kwietnia 1687 r. od uderzenia pioruna.
Budowę obecnego kościoła św. Barbary zakończono w roku 1690. Został on wzniesiony na zlecenie łodygowickiego proboszcza Urbana Kupiszowskiego przez miejskiego cieślę Piotra Piotrowskiego z drewna modrzewiowego, w dominującym wówczas w budownictwie sakralnym stylu śląsko-małopolskim. Poświęcenia dokonano w 1692 r.
Duże zmiany we wnętrzu nastąpiły w XVIII w. Z tego okresu pochodzi polichromia, ołtarz główny i ołtarze boczne, a także figury ewangelistów.
W wyniku konfliktu z proboszczem o dziesięciny, władze kościelne wystawiły kościół w 1796 r. na licytację. Wykupiony za 50 złotych reńskich przez chłopów z Mikuszowic i okolicznych wiosek stał się filią parafii w Wilkowicach.
W XIX w. świątynia była dwukrotnie przebudowywana: w 1851 r. przez cieślę Walentego Fijaka została dobudowana wieża, natomiast w 1870 r. podwyższono ją.
W 1935 r. tryptyk ołtarzowy z 1470 r., który znajdował się w kościele przeniesiono do Muzeum Narodowego w Krakowie, natomiast w Mikuszowicach w 1987 r. umieszczona została jego kopia.
7 września 1965 r. dekretem metropolity krakowskiego Karola Wojtyły erygowana została odrębna parafia św. Barbary w Mikuszowicach, obejmująca północną część dotychczasowej wilkowickiej. Od 1992 r. należy ona do diecezji bielsko-żywieckiej (wcześniej zarówno łodygowicka i wilkowicka, jak i odrębna mikuszowicka należały do krakowskiej).
W latach 1993–1994 przeprowadzono prace konserwatorskie i renowacyjne XVIII-wiecznej polichromii.

## Architektura
Kościół św. Barbary jest typowym przykładem drewnianych kościołów wiejskich o konstrukcji zrębowo-słupowej, w stylu śląsko-małopolskim, który dominował wówczas w budownictwie sakralnym w tym regionie.
Składa się z małej, prawie kwadratowej nawy, sześciobocznego prezbiterium i zakrystii od strony wschodniej o konstrukcji zrębowej, oszalowanej. Świątynia jest pokryta spadzistym, dość stromym (55° – 65°), dwuczęściowym dachem gontowym i otoczona zamkniętymi sobotami. Ponieważ nie jest orientowana, okna znajdują się tylko od zachodniej strony (w przeciwieństwie do tradycyjnego układu południowego).
Drewniana, przysadzista wieża powstała w 1851 r., a dwadzieścia lat później została podwyższona przez dodanie pozornej izbicy i baniastego hełmu z niewielką galerią i iglicą. Dzwonnica mająca lekko nachylone ściany i łącząca się z nawą od północy ma konstrukcję słupową.
Nad wejściem bocznym we wnęce znajduje się obraz św. Barbary z charakterystycznymi atrybutami ikonograficznymi: wieżą, w której była więziona przez ojca oraz mieczem, którym została ścięta.
Do kościoła przylega stary cmentarz z połowy XVIII w. z belkowym ogrodzeniem z 1748 r., na którym znajduje się kamienny krucyfiks oraz kilka polskich nagrobków z XIX wieku, m.in. rodziny Międzybrodzkich.
W pobliżu świątyni, przy ul. Cyprysowej, stoi kamienna figura przydrożna z 1846 r., przedstawiająca Chrystusa, a także polichromowany i pozłacany krzyż kamienny fundacji Michała Międzybrodzkiego i jego żony Marianny z 1874 r. Ponadto w ogródku przykościelnym znajduje się współczesna drewniana kaplica Matki Boskiej Różańcowej.

## Wnętrza

### Polichromia
Wnętrze kościoła pokrywa bogata, barokowa polichromia, wykonana przez malarza Johanna Mentila z Bielska w 1723 r. Utrzymana jest w żywych, pastelowych kolorach, przypominających stare gobeliny. Składa się z motywów pilastrów jońskich i postaci apostołów, dzielących ściany na szereg pól, w których umieszczono osiem scen z legendy o św. Barbarze:
- w prezbiterium – Ochrzczona przez św. Jana, Odrzucenie starających się o rękę, Odnalezienie kryjówki Barbary i ukaranie oraz Chłosta
- w nawie – Chrystus nawiedza Barbarę w więzieniu, Powtórne męczeństwo, Barbara w wieku dziecięcym oraz Ścięcie

Ponadto na ścianach w różnych miejscach kościoła znajdują się inne sceny i wizerunki, m.in.: św. Jerzego zabijającego smoka, św. Trójcy oraz św. Mikołaja.
Wszystkie sceny podpisane są po łacinie i w języku polskim (w miejscowej gwarze śląsko-małopolskiej), a otacza je dekoracja roślinna. Na pułapie widnieją barokowe apoteozy – w nawie św. Barbary, a w prezbiterium św. Trójcy. Na belce stropowej pod chórem znajduje się podpis malarza Mentila.

### Ołtarz główny
Barokowy ołtarz główny pochodzi z XVIII w. Znajdują się w nim, poza tryptykiem ołtarzowym (patrz niżej), obrazy przedstawiające św. Katarzynę, św. Wojciecha i św. Stanisława, pozłacane rokokowe tabernakulum z kościoła w Wilkowicach, a także dwie barokowe figury ewangelistów – św. Łukasza i św. Jana – które początkowo znajdowały się w bielskim kościele Zbawiciela.

#### Tryptyk ołtarzowy

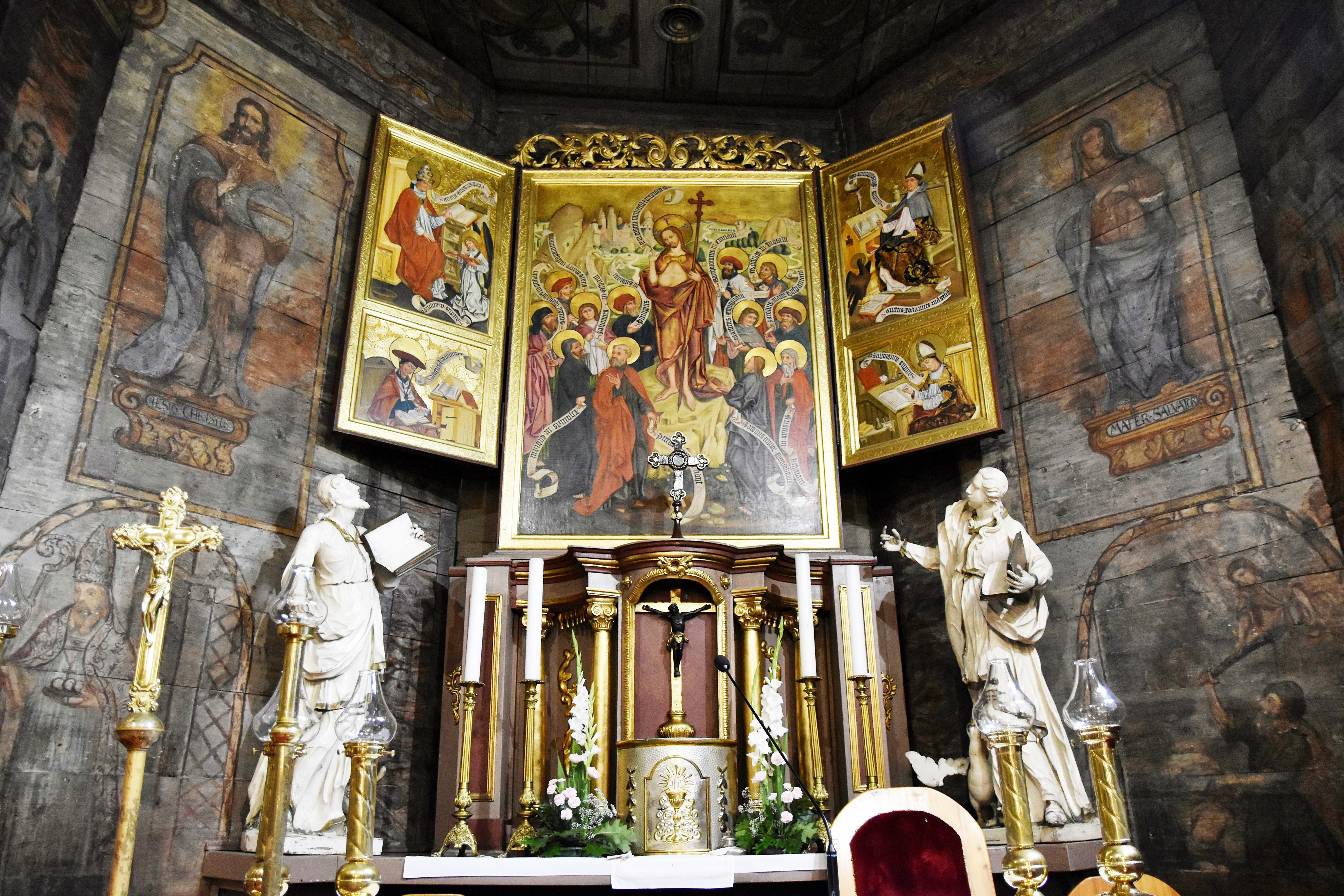
Ołtarz główny

W ołtarzu głównym znajduje się kopia gotyckiego tryptyku ołtarzowego, tzw. „Tryptyku z Mikuszowic”.
Powstał ok. 1470 r. w pracowni malarza z kręgu tzw. „Mistrza Chórów” ze szkoły krakowskiej. Wyraźne jest jego podobieństwo do ołtarza w kaplicy św. Trójcy katedry wawelskiej. Składa się z trzech części: obrazu środkowego i dwóch bocznych.
W części środkowej przedstawiona jest scena Rozesłania Apostołów z postacią Chrystusa i zgrupowanych wokół niego uczniów, z których każdy trzyma w ręce rozwiniętą wstęgę z wypisaną nazwą miejsca, do którego ma się udać w celu głoszenia nauk.
Na skrzydłach bocznych znajdują się dwa obrazy dwustronne. Na awersie lewego skrzydła widnieje u góry postać Grzegorza Wielkiego na tle pracowni, natomiast u dołu postać św. Hieronima. Na awersie skrzydła prawego z kolei – u góry św. Augustyn, a poniżej św. Ambroży. Obydwa obrazy dolne są obcięte w połowie, co spowodowane było zapewne przystosowaniem całości do warunków stosunkowo niewielkiej świątyni mikuszowickiej. Na rewersach odpowiednio – po lewej: Powołanie śś. Piotra i Andrzeja u góry oraz Wizja św. Jana na wyspie Patmos na dole, natomiast po prawej: Ucieczka św. Pawła z Damaszku u góry i Nawrócenie podskarbiego królowej Kandaki przez św. Filipa na dole.
Oryginał w 1935 r. przeniesiono do Muzeum Narodowego w Krakowie. Obecną kopię umieszczono w Mikuszowicach w roku 1987.

### Ołtarze boczne
Oba boczne ołtarze, lewy i prawy, pochodzą z XVIII w. i reprezentują styl barokowy.
W lewym znajduje się drewniana gotycka figura Matki Boskiej z Dzieciątkiem z ok. 1430 r., zaliczana do grupy śląskich Madonn Pięknych. Charakterystyczną jej cechą są miękko podkreślone fałdy sukni. Ponadto mikuszowicka Madonna ma na sobie welon sięgający do ramion oraz pozłacane atrybuty władzy królewskiej: korony na głowach obu postaci oraz berło w ręku Maryi i jabłko w ręku Dzieciątka.
W prawym z kolei umieszczono, pochodzący z przełomu XVII i XVIII w. obraz św. Barbary, który w latach 1935–1987 był umieszczony w ołtarzu głównym, zastępując gotycki tryptyk.

### Pozostałe zabytki
- stacje drogi krzyżowej z XIX w.
- chór muzyczny w obecnym kształcie od XIX w.
- organy z 1895 r., ze Lwowa
- XVIII-wieczna duża kropielnica kamienna w kształcie wazonu (w kruchcie)
- kuty kociołek na wodę święconą (w sobotach przy zakrystii)